# Mound City (Missouri)
Mound City é uma cidade localizada no estado americano de Missouri, no Condado de Holt.

## Demografia
Segundo o censo americano de 2000, a sua população era de 1193 habitantes.
Em 2006, foi estimada uma população de 1091, um decréscimo de 102 (-8.5%).

## Geografia
De acordo com o United States Census Bureau tem uma área de
3,4 km², dos quais 3,4 km² cobertos por terra e 0,0 km² cobertos por água.

## Localidades na vizinhança
O diagrama seguinte representa as localidades num raio de 16 km ao redor de Mound City.